# Francouzská intervence v Mexiku
Francouzská intervence v Mexiku byl zásah expedičních vojsk druhého Francouzského císařství, zpočátku podporovaný dalšími evropskými mocnostmi – Velkou Británií a Španělskem. Intervence evropských zemí byla oficiálně reakcí na přerušení splátek dluhů, které Mexiko mělo u evropských zemí. Francouzský císař Napoleon III. navíc toužil po znovuvybudování francouzských držav na americkém kontinentě. 31. října 1861 tyto tři země podepsaly tzv. Londýnskou smlouvu, která stvrdila jejich společný postup při získávání svých mexických pohledávek. Nejprve začali konat Španělé - 8. prosince odrazila od kubánských břehů španělská flotila s vojskem, které se následně vylodilo v důležitém mexickém přístavu na pobřeží Mexického zálivu Veracruzu, kteří byli posléze následováni v lednu 1862 Brity a Francouzi.
Mexický prezident Benito Juárez začal vyjednávat a slíbil Evropanům splacení dluhů, jak jen to bude možné. Španělé a Britové na to přistoupili a rychle se stáhli. Francouzi však nikoliv a rozhodli se pro válku. Dobyli hlavní město Mexico City a svrhli Juárezovu republiku a místo ní byla nastolena habsburská monarchie. Příslušníci mexické konzervativní opozice nabídli mexickou korunu arcivévodovi Maxmiliánovi z rakouské císařské dynastie. Ten byl s pomocí Francie skutečně dosazen na mexický trůn jako císař Maxmilián I. Spojené státy americké se v té době nacházely uprostřed občanské války, a proto do situace za svými jižními hranicemi nijak nezasahovaly (viz Monroeova doktrína).

## Francouzské vylodění
Mezi 6. - 8. lednem 1862 zakotvily britské a francouzské válečné lodě ve Veracruzu. 27. února se francouzskému loďstvu vzdalo mexické město Campeche, pozemní armáda pod velením generála Lorenceze k městu dorazila 5. března. Když si Britové a Španělé plně uvědomili francouzskou ambici o dobytí celého Mexika a nadcházející válku, začali v dubnu 1862 stahovat své ozbrojené síly z Mexika. V květnu Francouzi podnikli agresivní gesto, když jejich válečná loď La Bayonnaise na několik dnů zablokovala a ostřelovala Mazatlán, přístavní město na západním pobřeží Mexika.

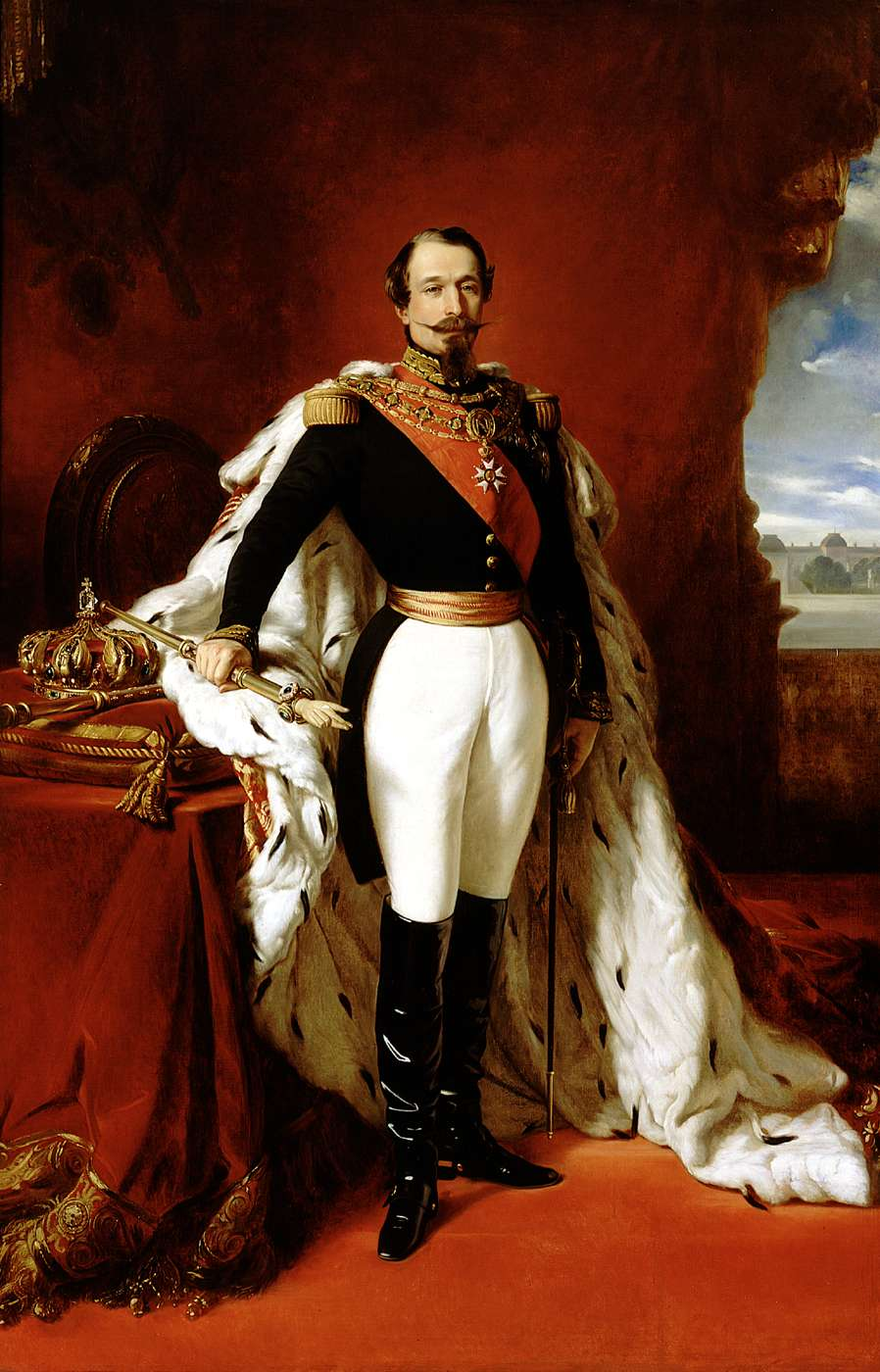
Císař Napoleon III.

Ačkoliv 5. května 1862 utrpěla francouzská expediční armáda drtivou porážku od mexického vojska v bitvě u Puebly, dokázal nakonec generál Charles de Lorencez mexická vládní vojska, vedená generálem Ignaciem Zaragozou, srazit na kolena. Mexičané se dali na ústup a francouzské oddíly je začaly pronásledovat, až je 14. června dostihly u Orizaby.
21. září 1862 dorazily do Mexika další francouzské posily, a 16. října dorazil s ještě větším kontingentem generál François Achille Bazaine. Město Tampico se Francouzům vzdalo bez boje 23. října, stejně jako Xalapa ve státě Veracruz 12. prosince 1862.

## Obsazení Mexico City
15. ledna 1863 Francouzi ostřelovali město Veracruz a poté 16. března začal generál Forey obléhat Pueblu.

Armáda generála Bazaina následně rozdrtila mexické vojsko vedené generálem Comonfortem, které se pokusilo u San Loreza jižně od Puebly prolomit obléhání. 17. května se jim město vzdalo. Prezident Juárez se i s členy své vlády uchýlil severněji do El Pasa del Norte a později do Chihuahuay, kde Juárez vytvořil exilovou vládu.
7. června 1863 vstoupily Bazainovy jednotky do Mexico City. Hlavní vojsko generála Foreye dorazilo o tři dny později. Jako prozatímní prezident byl Nejvyšší juntou, která byla dosazena Foreyem, zvolen generál Juan Almonte. Tato junta o 35 členech, pět dní po Almontově zvolení, prohlásila Mexiko katolickým císařstvím a korunu nabídla, díky úsilí Napoleona III. Maxmiliánovi Habsbursko-Lotrinskému. Maxmilián, který byl v té době v Terstu, 3. října mexickou korunu přijal.

## Maxmiliánův příjezd

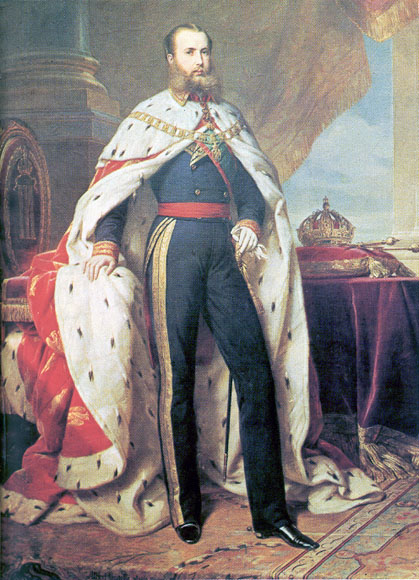
Mexický císař Maxmilián I.

Koncem března 1864 se posádka francouzské válečné lodě Cordeliere pokusila dobýt Mazatlán, velitel obrany, plukovník Gaspar Sánchez Ochoa, však jejich útok odrazil. 7. ledna Bazainovy jednotky obsadily Guadalajaru a 6. února Douayovy oddíly obsadily Zacatecas. Následovaly další francouzské triumfy, jako dobytí Acapulca, Duranga a vítězné bitvy u Sinaloy a Jalisca.
28. května do Mexika na lodi Novara připlul arcivévoda Maxmilián, který 10. dubna, podepsáním Miramarské smlouvy, formálně přijal mexickou korunu. Přijal tak titul mexického císaře jako Maxmilián I. Maxmiliánovy politické názory byly ovlivněny pokrokovými myšlenkami, které byly v té době v západní Evropě velmi módní. Preferoval vytvoření konstituční monarchie, kde by se panovník dělil o moc s demokraticky voleným shromážděním a zavádění dalších novot. Maxmiliánův liberalismus však příliš nenadchl mexické konzervativce, kteří celkově spíše spolupracovali s Francouzi, než s Juárezem, zatímco mexičtí liberálové odmítli uznat monarchii a francouzskou okupaci a bojovali na straně republikánů.

Generál Bazain, jeden z hlavních francouzských velitelů v Mexiku

V neděli 13. listopadu 1863 tři francouzské válečné lodě, Victoire,, D'Assas a Diamante ostřelovaly město Mazatlán. Nakonec mexické císařské jednotky pod velením Manuela Lozady vstoupily a obsadily město.

## Republikánská ofenziva
Francouzská armáda pokračovala až do roku 1865 ve své vítězné jízdě. 9. února 1865 generál Bazain dobyl Oaxacu a porazil oddíly generála Díaze, které město hájily. 29. března provedli Francouzi vylodění u města Guaymas, které následně dobyli. 11. dubna však nastal zvrat, když republikánské oddíly porazily císařské vojáky u Tacámbara ve státě Michoacán. Povstalci během dubna a května shromáždili ve státech Sinaloa a Chihuahua velké množství vojáků. Také většina měst na řece Rio Grande byla pod kontrolou Juárezovy armády. 11. července se odehrála druhá bitva u Tacámbara, kde tentokrát dobrovolníci z Belgie bojující za císaře porazili republikány.
3. října císař Maxmilián vydal dekret, který vešel do dějin jako „Černý zákon“. Díky tomuto zákonu mohli být všichni zajatí Mexičané, bojující za Juáreze, okamžitě popraveni. Na jeho základě bylo 21. října popraveno několik vysoce postavených důstojníků republikánské armády.

## Intervence Spojených států
Americký prezident Abraham Lincoln byl na straně sesazeného prezidenta Juáreze. Nebyl však schopen zasáhnout v jeho prospěch, neboť se Spojené státy nacházely v občanské válce. Okamžitě po skončení války v Americe roku 1865 shromáždil generál Philip Sheridan pod dozorem nového prezidenta Andrew Johnsona a generála Granta vojsko o 50 000 mužích, které bylo odesláno na mexicko-americké hranice. Zde byly rozmístěny americké oddíly, aby viditelně hrozily intervencí proti Francouzům a Juáreze také často zásobovaly zbraněmi. Americký kongres přijal rezoluci, kterou se ostře ohradil proti mexické monarchii zřízené 4. dubna 1864. 12. února 1866 Spojené státy oficiálně vyzvaly Francii ke stažení svých vojsk z Mexika. K demonstraci svých hrozeb Američané rozmístili armádu podél Rio Grande a začali s preventivní námořní blokádou, aby Francouzi nemohli dopravit do Mexika posily z Evropy. 6. května také USA poslaly protest rakouské vládě proti rakouským dobrovolníkům bojujícím v Mexiku.

## Stažení francouzských expedičních vojsk

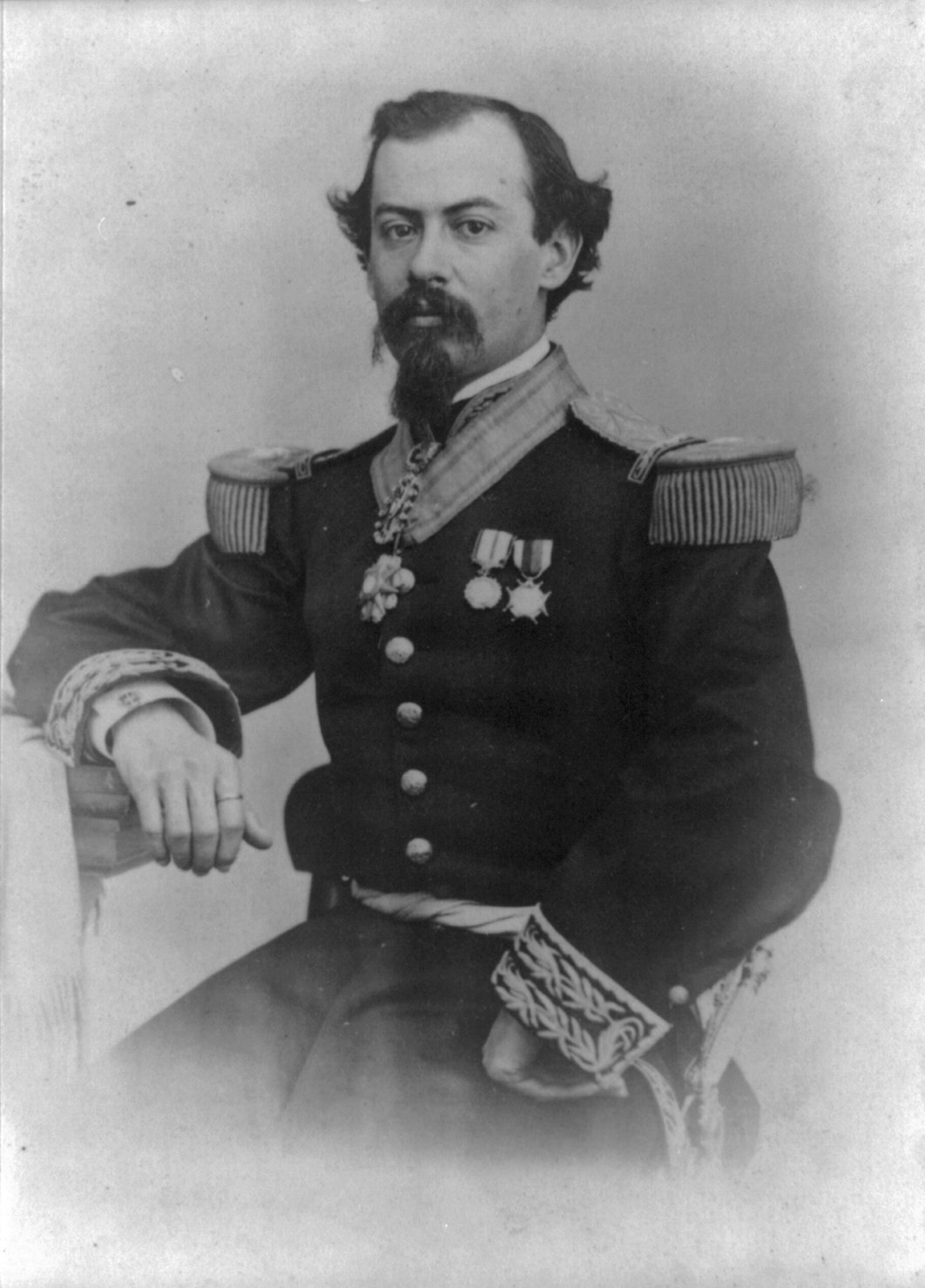
Maršál Miguel Miramón, vrchní velitel mexických císařských sil.

Roku 1866 císař Napoleon III. oznámil stažení francouzských vojáků z Mexika k 31. květnu, protože potřeboval všechny své armády pro nadcházející konflikt s Bismarkovým Německým císařstvím. Republikáni vybojovali nad Francouzi i císařskými vojsky nesčetná vítězství, 25. března obsadili Chihuahuu, 8. července dobyli Guadalajaru. Matamoros, Tampico a Acapulco se ocitly pod republikánskou vládou ještě během téhož měsíce. Napoleon III. Maxmiliánovi vřele doporučoval, aby se vzdal císařské koruny a odešel s Francouzi do Evropy. Avšak ambiciózní císařovna Charlotta (v Mexiku známa jako Carlota) Maxmiliána přesvědčila, aby Mexiko neopouštěl. 26. července Francouzi vyklidili Monterrey, 5. srpna Saltillo a v září celý mexický stát Sonora. 18. září podali demisi všichni členové Maxmiliánova francouzského kabinetu. 13. listopadu souhlasil Ramón Corona a Francouzi s podmínkami příměří ohledně osvobození Mazatlánu. V noci na 14. listopadu se všichni francouzští vojáci v oblasti nalodili na tři válečné lodě, Rhin, Marii a Talisman a odpluli zpět do Evropy.
V říjnu porazili republikáni císařské jednotky u Miahuatlánu ve státě Oaxaca, který během listopadu celý obsadili, stejně jako části Zacatecasu, San Luis Potosí a Guanajuata. 6. prosince byly rakouské a belgické dobrovolnické sbory rozpuštěny a jejich vojáci byli včleněni do mexické císařské armády. Mnoho z nich ale očekávalo hořký konec a snažilo se opustit zemi.

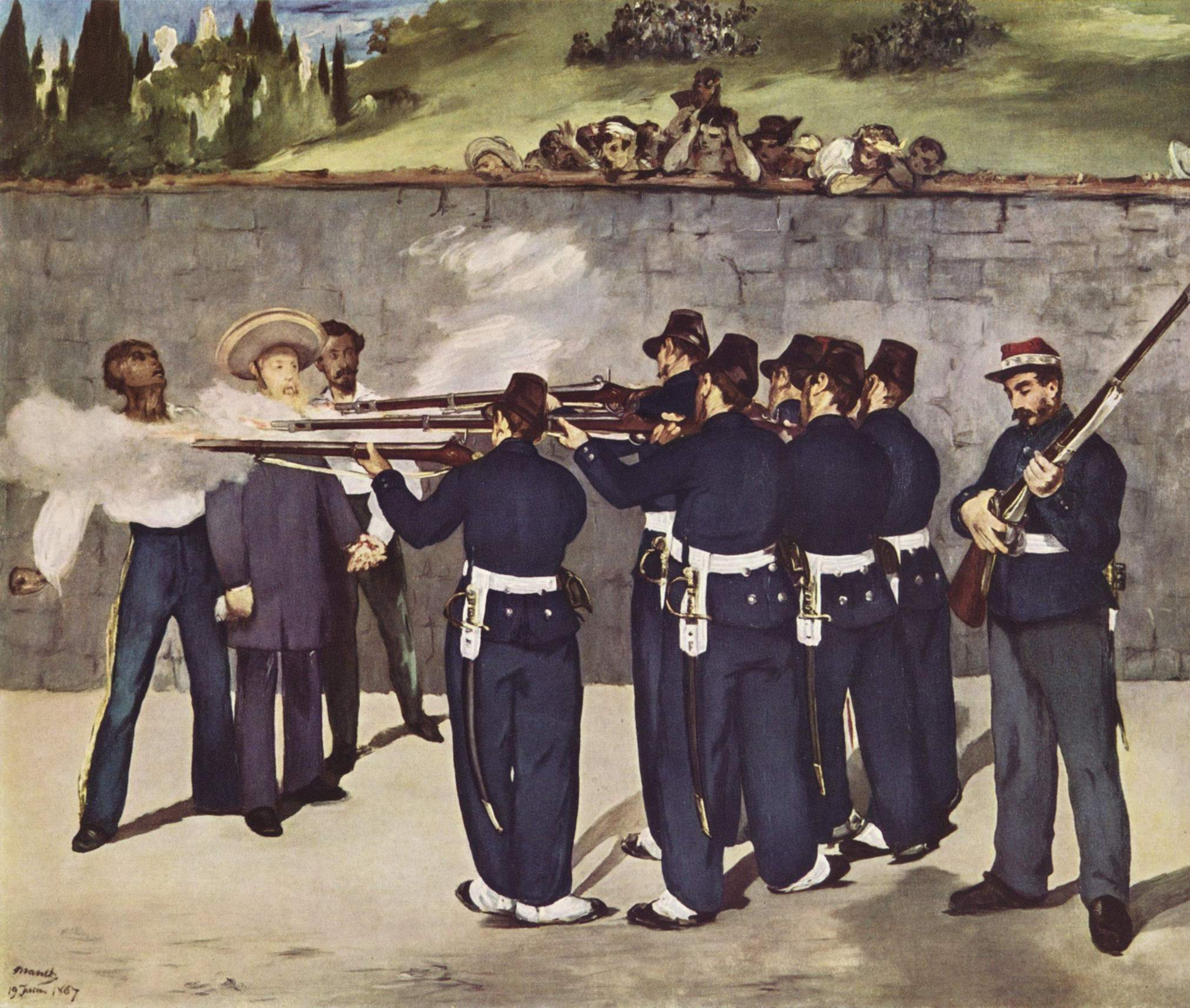
Edouard Manet: Poprava císaře Maxmiliána, vedle něho generál Miramón (po císařově levé ruce) a Mejía

5. února nakonec Francouzi evakuovali hlavní město Mexico City. Bez podpory Francie byl osud Mexického císařství zpečetěn. Císařovna Charlotta se vydala do Evropy, aby sehnala pomoc od některé Evropské mocnosti, ale její mise neměla úspěch. 13. února opustil Mexico City i císař Maxmilián se svými posledními vojáky a hlavního města se zmocnili povstalci. Posléze byl císař i se svými dvěma nejvyššími mexickými vojevůdci, generálem Miramónem a Mejíou, v Querétaru zajat a postaven před válečný soud. Ten všechny tři odsoudil k trestu smrti zastřelením, který byl neprodleně vykonán. Takto neslavně nakonec skončil francouzský pokus o vytvoření vlastních držav v Americe.